# دیوید کاراکو
دیوید کاراکو (عبری: דוד קרקו‎؛ زادهٔ ۱۱ فوریهٔ ۱۹۴۵) بازیکن و مربی فوتبال اهل اسرائیل بود.
از باشگاه‌هایی که در آن بازی کرده‌است می‌توان به باشگاه فوتبال مکابی تل آویو و باشگاه فوتبال بیتار اورشلیم اشاره کرد.
وی همچنین در تیم ملی فوتبال اسرائیل بازی کرده‌است.